# Leyton House CG911
A Leyton House CG911 egy Formula–1-es versenyautó, melyet a Leyton House csapat versenyeztetett az 1991-es, valamint az időközben March névre visszakeresztelt csapat versenyeztetett March CG911B néven az 1992-es Formula–1 világbajnokság során. Pilótái 1991-ben Maurício Gugelmin és Ivan Capelli voltak, valamint az utóbbi helyére a szezon utolsó két futamára beugró Karl Wendlinger; 1992-ben Wendlinger mellé érkezett Paul Belmondo, az idényt azonban a Jan Lammers - Emanuele Naspetti kettőssel zárták. 1993-ban tervezték a nevezést a CG911C variánssal és Lammers mellett Jean-Marc Gounon bevetésével, de a csapat az idény végével megszűnt.

## Áttekintés
Elődjével ellentétben, amit egy Judd EV motor hajtott, ebbe az Ilmor motorjai kerültek, miután a csapattulajdonos Akagi Akira megegyezett a gyártóval. A 2175A (más néven LH10) típusmegjelölésű V10-es egységeket eredetileg 1989-ben kezdték el fejleszteni, amikor nyilvánvalóvá vált, hogy a turbómotorokat betiltják. Tervezése során arra koncentráltak, hogy minél könnyebb és kisebb legyen - mindössze 59,3 cm hosszú volt, szemben a V12-es Hondák és V10-es Renault-k méretével, amik 3-7 centivel hosszabbak voltak, tömege pedig mindössze 126 kg volt.

## Versenyben

### 1991
Az idényt a Gugelmin-Capelli párossal kezdték meg. Nem volt sikeres a debütálás, mert a szezonnyitó amerikai nagydíjon mindkét pilóta kiesett váltóhiba miatt. A megbízhatóság az idény hetedik futamáig, a francia nagydíjig gondot okozott, egészen odáig nem tudtak teljesíteni hiba nélkül egy teljes versenytávot. A legtöbb probléma a motorok meghibásodásával volt. Legnagyobb sikerüket a magyar nagydíjon aratták, hiszen nemcsak hogy mindkét autójuk célba ért, de Capelli hatodik helyével rögtön szereztek is egy pontot. Kettős célbaérésük volt még az olasz és a portugál nagydíjakon is, Gugelmin pedig kétszer is épphogy maradt le a pontszerzésről. Ezt követően azonban a csapattulajdonos Akagit letartóztatták a Fuji Bank botrányában vállalt szerepe miatt, ami azt jelentette, hogy a Leyton House-nak égetően szüksége volt a pénzre. Japánban Capelli helyére beültették a Mercedes-Benz pártfogoltját, Karl Wendlingert. Debütálása nem volt sikeres, mert Andrea de Cesaris kiütötte őt a versenyből. A szezonzáró ausztrál nagydíj igen rosszul zárult: a szakadó esőben Gugelmin összetörte az autót a boxutcában, ami miatt két versenybíró meg is sérült; Wendlinger pedig a legutolsó 20. helyen haladt, két kör hátrányban, amikor a 14. körben végül az időjárási körülmények miatt leintették a futamot. Egyetlen gyűjtött pontjukkal a konstruktőri tizenkettedik helyen zárták az évet.

### 1992
Az idénybe már March néven neveztek, miután a Leyton House-t eladták egy Ken Marrable, John Byfield, Tony Birchfield, Gustav Brunner és Henny Vollenberg alkotta konzorciumnak. Miután Capelli a Ferrari csapatához távozott, Wendlinger állandó versenyző lett - Gugelmin a Jordanhez igazolt, ezért a helyére Paul Belmondót ültették be. Ebben az idényben már nem ők voltak az egyedüliek, akik az Ilmor motorjait használták, hiszen a Tyrrell csapat is megkapta azokat. Az idény nem kezdődött jól, mert Belmondo nem tudta magát kvalifikálni a versenyre, Wendlinger alatt pedig elfüstölt a motor. A következő két versenyen Wendlinger ugyanúgy kiesett, Belmondo pedig nem tudott kvalifikálni. Először Imolában ért célba mindkét autó, jókora hátrányban. Kanadában aztán Wendlinger egy meglepetésszerű negyedik helyet szerzett - ez volt az egyetlen pontszerzésük az idényben. Belmondótól rossz teljesítménye és a March pénzhiánya miatt megváltak a magyar nagydíj után, a helyére az Uliveto szponzor által támogatott Emanuele Naspetti ülhetett be. Wendlingert is szélnek eresztették két futammal a szezon vége előtt, helyette Jan Lammers versenyzett. Az idényt három gyűjtött ponttal konstruktőri kilencedikként zárta a csapat.

### 1993
A March kétségbeejtő anyagi helyzete ellenére benevezett az 1993-as bajnoki küzdelmekbe is. A terveik szerint egy svájci befektetői kör segített volna a pénzhiányon, de az üzlet nem jött össze. Habár autóik megjelentek a szezonnyitó dél-afrikai nagydíjon, és a Lammers-Gounon versenyzőpáros is, a motorok már nem érkeztek meg, így nem is vehettek részt a versenyen. Nem sokkal ezt követően a March tönkre is ment.

## Eredmények
| Év   | Entrant             | Kasztni            | Motor       | Gumik | Pilóták           | 1   | 2   | 3   | 4   | 5   | 6   | 7   | 8   | 9   | 10  | 11  | 12  | 13  | 14  | 15  | 16  | Pontok | Helyezés |
| ---- | ------------------- | ------------------ | ----------- | ----- | ----------------- | --- | --- | --- | --- | --- | --- | --- | --- | --- | --- | --- | --- | --- | --- | --- | --- | ------ | -------- |
| 1991 | Leyton House Racing | Leyton House CG911 | Ilmor 2175A | G     |                   | USA | BRA | SMR | MON | CAN | MEX | FRA | GBR | GER | HUN | BEL | ITA | POR | ESP | JPN | AUS | 1      | 12.      |
| 1991 | Leyton House Racing | Leyton House CG911 | Ilmor 2175A | G     | Maurício Gugelmin | KI  | KI  | 12  | KI  | KI  | KI  | 7   | KI  | KI  | 11  | KI  | 15  | 7   | 7   | 8   | 14  | 1      | 12.      |
| 1991 | Leyton House Racing | Leyton House CG911 | Ilmor 2175A | G     | Ivan Capelli      | KI  | KI  | KI  | KI  | KI  | KI  | KI  | KI  | KI  | 6   | KI  | 8   | 17  | KI  |     |     | 1      | 12.      |
| 1991 | Leyton House Racing | Leyton House CG911 | Ilmor 2175A | G     | Karl Wendlinger   |     |     |     |     |     |     |     |     |     |     |     |     |     |     | KI  | 20  | 1      | 12.      |
| 1992 | March F1            | March CG911B       | Ilmor 2175A | G     |                   | RSA | MEX | BRA | ESP | SMR | MON | CAN | FRA | GBR | GER | HUN | BEL | ITA | POR | JPN | AUS | 3      | 9.       |
| 1992 | March F1            | March CG911B       | Ilmor 2175A | G     | Karl Wendlinger   | KI  | KI  | KI  | 8   | 12  | KI  | 4   | KI  | KI  | 16  | KI  | 11  | 10  | KI  |     |     | 3      | 9.       |
| 1992 | March F1            | March CG911B       | Ilmor 2175A | G     | Jan Lammers       |     |     |     |     |     |     |     |     |     |     |     |     |     |     | KI  | 12  | 3      | 9.       |
| 1992 | March F1            | March CG911B       | Ilmor 2175A | G     | Paul Belmondo     | NK  | NK  | NK  | 12  | 13  | NK  | 14  | NK  | NK  | 13  | 9   |     |     |     |     |     | 3      | 9.       |
| 1992 | March F1            | March CG911B       | Ilmor 2175A | G     | Emanuele Naspetti |     |     |     |     |     |     |     |     |     |     |     | 12  | KI  | 11  | 13  | KI  | 3      | 9.       |